# Městský hřbitov v Chomutově
Městský hřbitov v Chomutově je hlavní městský hřbitov v Chomutově. Nachází se na jižním okraji města, v Beethovenově ulici nedaleko městské nemocnice. 

## Historie

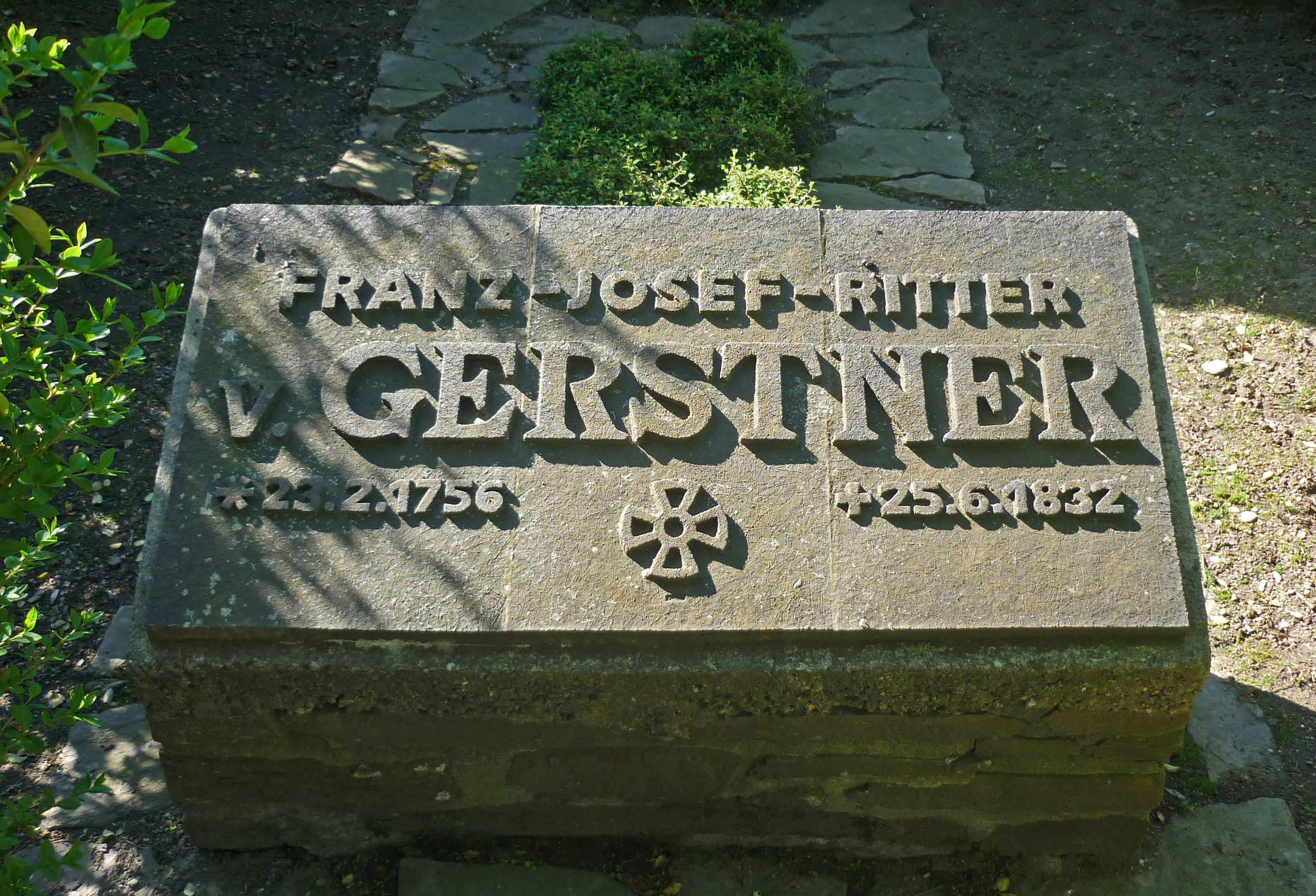
Náhrobek Františka Josefa Gerstnera

Hřbitov byl vystavěn roku 1873 na velkém pozemku na okraji zástavby jako nový městský hřbitov náhradou za rušené pohřebiště u hřbitovní kaple svatého Wolfganga ve východní čí části města. Vstup tvoří zděná brána s přilehlými přízemními budovami, které tvoří zázemí hřbitovní správy. V jeho jižní části vznikl též roku 1892 nový židovský hřbitov zřízený po zrušení pohřebiště u místní synagogy. 
Podél zdí areálu je umístěna řada hrobek významných obyvatel města, pohřbeni jsou na hřbitově i vojáci a legionáři bojující v první a druhé světové válce. S odchodem téměř veškerého německého obyvatelstva města v rámci odsunu Sudetských Němců z Československa ve druhé polovině čtyřicátých let 20. století zůstala řada hrobů německých rodin opuštěna a bez údržby.  
V Chomutově se nenachází krematorium, ostatky zemřelých jsou zpopelňovány povětšinou v nedalekých Hrušovanech či v krematoriu v Mostě.

## Pohřbené osobnosti

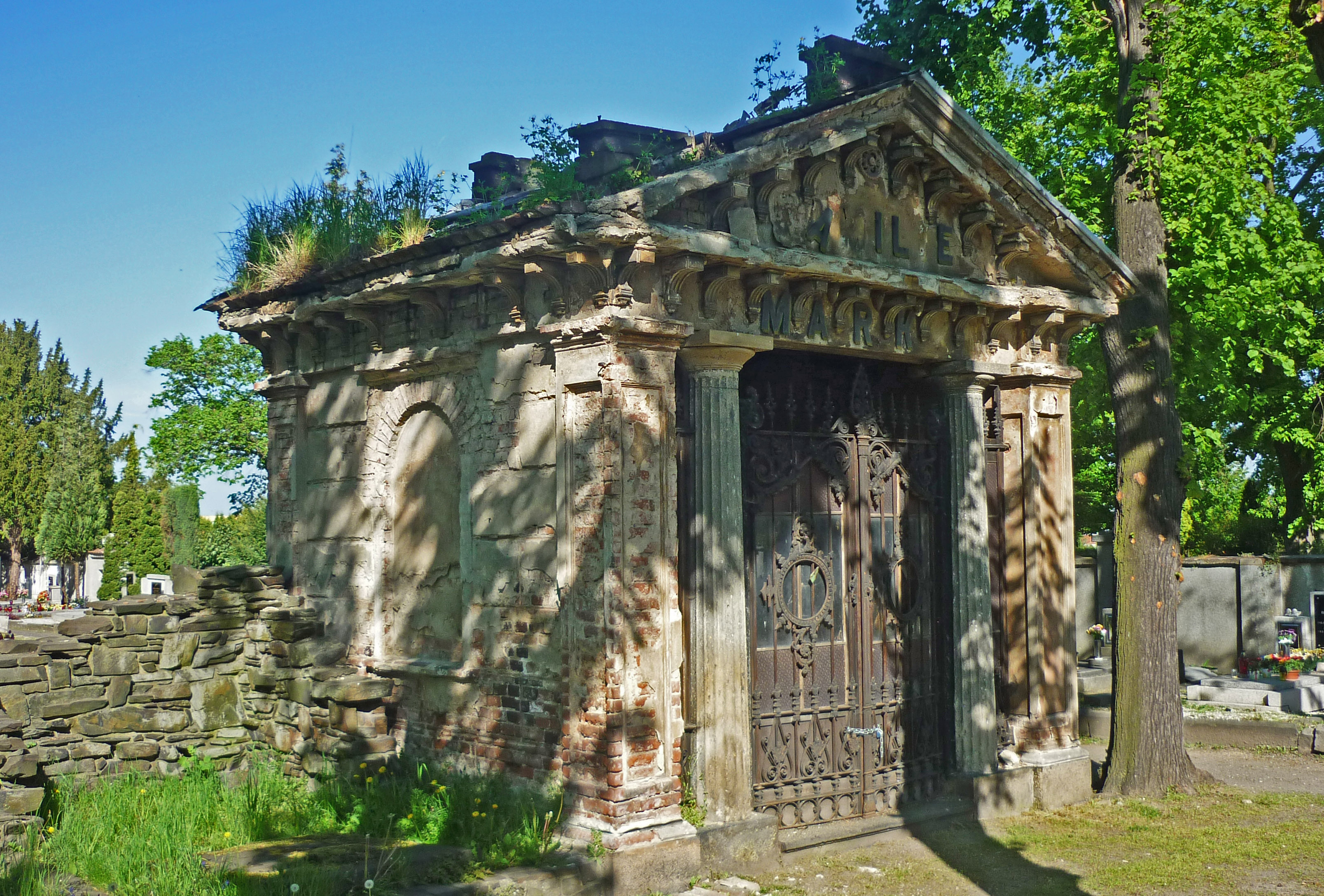
Kaplová hrobka v neoklasicistním slohu

- František Josef Gerstner (1756–1832) – podnikatel, povýšen do rytířského stavu (ostatky převezeny roku 1932 z Mladějova)
- Anton Gnirs (1873–1933) – učitel, archeolog a archivář
- Alois Daut (1854–1917) – architekt

## Pamětihodnosti
Náhrobky F. J. Gerstnera a Antona Gnirse (autorem náhrobku Willi Russ) jsou chráněné jako kulturní památky.